# Ayuntamiento de Vall de Uxó
El Ayuntamiento de Vall de Uxó (en valenciano: Ajuntament de la Vall d'Uixó) es el órgano encargado del gobierno y administración del municipio de Vall de Uxó, situado en la provincia de Castellón, Comunidad Valenciana, España. Está presidido por el alcalde. Desde 2015 ocupa dicho cargo Tania Baños Martos, del PSPV-PSOE. Esta administración tiene su sede oficial en la plaza del Centro nº 1, no obstante en la actualidad  se encuentra de manera provisional en el Palacio de los Marqueses de Vivel, debido a las obras de reforma y ampliación que se están llevando a cabo. 
Su sede es el mismo edificio del Ayuntamiento de la Vall d'Uixó, también conocido como Casa de la Villa (Casa de la Vila en valenciano), ubicado el el nº 1 de la Plaza del Centro, edificio construido a principios de los años 30 del siglo pasado diseñado por el arquitecto Mariano Peset. Tiene un estilo ecléctico, combinando elementos barrocos, renacentistas o platerescos. El edificio se distribuye en 4 plantas, en las tres primeras se encuentran las oficinas administrativas, salón de plenos, despacho de alcaldía entre otros, en la cuarta planta se halla el reloj. Antes de su construcción la plaza actual era un escampado y un barranco que separaba las dos partes de la población (Poble de Dalt y Poble de Baix) y una larga acequia que iba desde las Cuevas de San José hasta la ''bassa dels Ferros'' (acequia que conmemora el actual Camino del Agua), situada antiguamente al lado de la Parroquia de la Asunción. En la actualidad todavía se puede observar a los pies del edificio la antigua acequia.
Con el fin de evitar conflictos entre las dos partes se decidió cambiar el Ayuntamiento de la Plaza de los Chorros a la actual, sin quedar vestigio alguno de la anterior edificación construida a mediados del siglo XVII.  
En 2024 se propuso la reforma y ampliación del edificio, anexionando al complejo la antigua sede de la Schola Cantorum (lado izquierdo de la imagen).

## Alcaldes
| Periodo   | Nombre                                                            | Partido |
| --------- | ----------------------------------------------------------------- | --- |
| 1979-1983 | Pedro Navarro Lereu (1979) Vicente Zaragoza Michavila (1979-1983) | Partido Comunista de España (PCE)                                                                                           |
| 1983-1987 | Vicente Zaragoza Michavila                                        | Partido Comunista de España (PCE) (hasta 1985) Partido de los Trabajadores de España-Unidad Comunista (PTE-UC) (desde 1985) |
| 1987-1991 | Vicente Zaragoza Michavila                                        | Partido de los Trabajadores de España-Unidad Comunista (PTE-UC)                                                             |
| 1991-1995 | Ernest Fenollosa Ten                                              | Partit Socialista del País Valencià (PSPV-PSOE)                                                                             |
| 1995-1999 | Vicent Aparici Moya                                               | Partido Popular (PP) |
| 1999-2003 | Vicent Aparici Moya                                               | Partido Popular (PP) |
| 2003-2007 | Josep Tur Rubio                                                   | Partit Socialista del País Valencià (PSPV-PSOE)                                                                             |
| 2007-2011 | Isabel Bonig Trigueros                                            | Partido Popular (PP) |
| 2011-2015 | Isabel Bonig Trigueros (2011) Óscar Clavell López (2011-2015)     | Partido Popular (PP) |
| 2015-2019 | Tania Baños Martos                                                | Partit Socialista del País Valencià (PSPV-PSOE)                                                                             |
| 2019-2023 | Tania Baños Martos                                                | Partit Socialista del País Valencià (PSPV-PSOE)                                                                             |
| 2023-act. | Tania Baños Martos                                                | Partit Socialista del País Valencià (PSPV-PSOE)                                                                             |

## Historia
1979-1983
En las primeras elecciones municipales, UCD fue la lista más votada con 9 concejales; no obstante el PCE con 7 y el PSOE con 5 firmaron un pacto de Gobierno con Pedro Navarro Lereu (PCE) al frente del consistorio. El 9 de octubre de 1979 presentó su dimisión del cargo de alcalde, siendo el que menor tiempo ha estado en el cargo y fue sucedido por su número 2 Vicente Zaragoza Michavila. MCPV, Unión Nacional y ARDE no obtuvieron concejales.
1983-1987
El PCE mejoró sus resultados, pasando de 7 a 9 escaños, tanto Alianza Popular como el PSOE consiguieron 5 escaños, Vicente Zaragoza volvió a ser investido alcalde con los apoyos del PSOE. Por otro lado UPV y CDS no consiguieron representación. En 1985 los concejales del PCE acordaron pasarse al PTE-UC.
1987-1991
Vicente Zaragoza Michavila consiguió ser alcalde por tercera vez, en este caso al frente del PTE-UC, AP y el PSOE no variaron sus resultados con 5 concejales para cada uno. La coalición IU-UPV y el CDS consiguieron entrar al salón de plenos con 2 concejales cada uno.
1991-1995
En la cuarta legislatura, el PSOE con Ernest Fenollosa al frente ganó las elecciones obteniendo el mejor resultado de su historia con 10 concejales a uno de la mayoría absoluta, es por ello que pactó con IU con 3 concejales. En la oposición, el PP consiguió 7 y el CDS 1. UPV y UV no lograron representación.
1995-1999
Ernesto Fenollosa perdió las elecciones, siendo superado por Vicent Aparici del PP, que obtuvo 9 escaños frente a los 7 del PSOE, Izquierda Unida mantuvo sus resultados y el PUT y UV consiguieron entrar con 1 representante respectivamente. Aparici pactó con UV pero gobernaron con mayoría simple. UPV-BN y PIE no lograron representación.
1999-2003
El PP volvió a ganar en este caso con mayoría absoluta (11 concejales), por lo que Vicente Aparici volvió a ser investido alcalde, el PSOE se mantuvo con 7, IU bajó a 2 y UV con 1. Los nacionalistas de UPV seguían sin conseguir concejal alguno.
2003-2007
El PP ganó las elecciones pero perdió la mayoría absoluta con 10 concejales y el PSOE con 8 e IU con 3 firmaron un pacto de gobierno, liderado por el socialista Josep Tur. BNV, UV y los independientes de PIV no obtuvieron concejales.
2007-2011
Los populares regresaron a la alcaldía de la mano de Isabel Bonig, consiguiendo ser la primera alcaldesa de la ciudad, obteniendo 11 concejales sumando 1 concejal que perdió IU. El PSOE se mantuvo con 8. Fuera del Ayuntamiento se quedó el PSD, la coalición local UV-PIVU, EVPV y ERPV.
2011-2015
Bonig volvió a ganar las elecciones revalidando su mayoría absoluta con 11 concejales, no obstante a los 10 días después de ser investida alcaldesa recibió una llamada del presidente de la Generalitat Francisco Camps (que dimitió unos días más tarde por el caso Gürtel, del que años más tarde fue absuelto) para formar parte de su gobierno en el Consejo de la Generalidad Valenciana, donde se le asignaba la Consejería de Infraestructuras, Territorio y Medio Ambiente. Como consecuencia, dejó su cargo de alcaldesa siendo reemplazada por el nuevo alcalde y número 2, Óscar Clavell López. Los socialistas restaron 1 concejal e IU sumó otro, consiguiendo 7 y 3 respectivamente. Los partidos valencianistas BLOC y Coalició Valenciana no obtuvieron representación.
2015-2019
Óscar Clavell volvió a ganar pero pasó de 11 a 8 concejales y no logró formar Gobierno, si lo hizo la socialista Tania Baños con un Gobierno tripartito entre el PSOE con 6 escaños, Izquierda Unida con 3 y Compromís, que consiguió representación por primera vez con 2, ya que Som la Vall, la marca de Podemos en la localidad decidió no entrar en el Gobierno aunque sí apoyó varias iniciativas y presupuestos, Ciudadanos entró con 1 y UPyD no logró representación.
2019-2023
Tania Baños repitió como alcaldesa, revalidando el Gobierno de 2015, el PSOE sumó 3 consiguiendo 9 concejales, Izquierda Unida se mantuvo y Compromís perdió un concejal de los 2 que obtuvo. En la oposición Ciudadanos consiguió 2 y VOX entró con 1, a costa del PP que tan solo obtuvo 5, su peor resultado de la historia del municipio. Podemos, CCD y el PCPE no obtuvieron concejal, siendo esta última la candidatura menos votada de la historia del municipio con 64 votos.
2023-2027
La socialista Tania Baños volvió a ser investida alcaldesa por tercera legislatura consecutiva, en caso de que gobierne hasta el 20 de febrero de 2027, se convertirá en la persona que más tiempo ha estado al frente del consistorio superando a Vicente Zaragoza. Volvió a reeditar un tercer gobierno tripartito, el PSOE con 9, Compromís con 2 y Unidas Podemos (Podemos+IU) con un concejal. Ciudadanos desaparece del terreno político y el PP consigue 8 sumando 3 concejales a los que tenía, Vox se mantiene con 1 y los partidos locales de Yo La Vall y UCIN no consiguen representación. En marzo de 2025 Podemos rompe con Izquierda Unida el pacto para concurrir juntos en las elecciones municipales y por lo tanto salió del gobierno, debido a las medidas privatizadoras de este y su opacidad en la gestión.

## Resultados electorales
| Partido político                                                   | 2023     | 2023       | 2019  | 2019       | 2015  | 2015       | 2011  | 2011       | 2007     | 2007       |
| Partido político                                                   | %        | Concejales | %     | Concejales | %     | Concejales | %     | Concejales | %        | Concejales |
| Partit Socialista del País Valencià (PSPV-PSOE)                    | 37,81    | 9          | 37,64 | 9          | 26,61 | 6          | 31,20 | 7          | 35,18    | 8          |
| Partido Popular (PP)                                               | 35,53    | 8          | 22,23 | 5          | 35,02 | 8          | 50,20 | 11         | 48,64    | 11         |
| Compromís-Bloc Nacionalista Valencia (BNV)                         | 8,74     | 2          | 7,43  | 1          | 9,34  | 2          | 4,39  | 0          | Con EUPV | Con EUPV   |
| EUPV-PODEM: UNIDAS / EUPV:ENDAVANT                                 | 7,70     | 1          | 12,05 | 3          | 13,39 | 3          | 13,16 | 3          | 9,28     | 2          |
| Vox                                                                | 6,67     | 1          | 6,69  | 1          | —     | —          | —     | —          | —        | —          |
| Yo La Vall                                                         | 1,86     | 0          | —     | —          | —     | —          | —     | —          | —        | —          |
| Ciudadanos (CS)                                                    | 0,96     | 0          | 8,26  | 2          | 6,34  | 1          | —     | —          | —        | —          |
| Unión de Ciudadanos Independientes (UCIN)-España Suma              | 0,78     | 0          | —     | —          | —     | —          | —     | —          | —        | —          |
| Podem-Som La Vall                                                  | Con EUPV | Con EUPV   | 2,99  | 0          | 7,87  | 1          | —     | —          | —        |            |
| Coalición de Centro Democrático (CCD)                              | —        | —          | 2,33  | 0          | —     | —          | —     | —          | —        | —          |
| Partido Comunista de los Pueblos de España (PCPE)                  | —        | —          | 0,38  | 0          | —     | —          | —     | —          | —        | —          |
| Unión Progreso y Democracia (UPyD)                                 | —        | —          | —     | —          | 1,42  | 0          | —     | —          | —        | —          |
| Coalición Valenciana (CVa)                                         | —        | —          | —     | —          | —     | —          | 1,05  | 0          | —        | —          |
| Partido Socialdemócrata (PSD)                                      | —        | —          | —     | —          | —     | —          | —     | —          | 3,41     | 0          |
| Coalición Valencia-Partido Independiente de Vall d'Uixó (CV-PIVU)  | —        | —          | —     | —          | —     | —          | —     | —          | 1,38     | 0          |
| Els Verds del País Valencià (EVPV)                                 | —        | —          | —     | —          | —     | —          | —     | —          | 1,31     | 0          |
| Esquerra Republicana del País Valencià - Acord Municipal (ERPV-AM) | —        | —          | —     | —          | —     | —          | —     | —          | 0,81     | 0          |

### Acuerdos de investidura o coaliciones de gobierno
| Mandato   | Partidos implicados                    | Concejales | Alcalde                                                             |
| --------- | -------------------------------------- | ---------- | ------------------------------------------------------------------- |
| 1979-1983 | PCE + PSOE                             | 12/21      | Pedro Navarro Lereu (1979) / Vicente Zaragoza Michavila (1979-1983) |
| 1983-1987 | PCE-PCPV + PSOE                        | 15/21      | Vicente Zaragoza Michavila                                          |
| 1987-1991 | PTE-UC + PSOE + IU-UPV                 | 14/21      | Vicente Zaragoza Michavila                                          |
| 1991-1995 | PSOE + EU                              | 13/21      | Ernest Fenollosa Ten                                                |
| 1995-1999 | PP + PUT + UV-I-C                      | 11/21      | Vicente Aparici Moya                                                |
| 2003-2007 | PSOE + ENTESA                          | 11/21      | Josep Tur i Rubio                                                   |
| 2015-2019 | PSOE + EUPV: AC + COMPROMÍS            | 11/21      | Tania Baños Martos                                                  |
| 2019-2023 | PSOE + EUPV: SE + COMPROMÍS            | 13/21      | Tania Baños Martos                                                  |
| 2023-2027 | PSOE + EUPV-PODEM: UNIDAS* + COMPROMÍS | 12/21      | Tania Baños Martos                                                  |

## Composición del pleno

### Pleno
Para la legislatura 2023-2027, la corporación municipal está formada por los siguientes concejales y grupos políticos:
| Concejal | Partido   | Cargo |
| --- | --------- | --- |
| Tania Baños Martos | PSPV-PSOE | Alcaldesa - Presidenta. |
| Vicente Pitarch Gregori | PSPV-PSOE | Concejal de Urbanismo y Vivienda. |
| Zaida Moreno Segovia | PSPV-PSOE | Concejala de Hacienda, Recursos Humanos, Barrios, Transparencia y Participación.                                                     |
| Javier Andrés Ferreres Burguete | PSPV-PSOE | Concejal de Turismo, Contratación y Policía y Movilidad. Consejero Delegado de Emsevall.                                             |
| María Cruces Maximiano | PSPV-PSOE | Concejala de Igualdad*. Viceportavoz del PSPV-PSOE.                                                                                  |
| Jorge García Fernández | PSPV-PSOE | Concejal de Economía, Industria y Proyectos Europeos, Sanidad y Bienestar Animal e Innovación y Tecnologías. Portavoz del PSPV-PSOE. |
| María del Mar Arzo Fuertes | PSPV-PSOE | Concejala de Deportes. |
| Ximo Zorrilla Adsuara | PSPV-PSOE | Concejal de Fiestas y Comunicación.                                                                                                  |
| Manel Agea Tur | PSPV-PSOE | Concejal de Educación*, Juventud y Memoria Democrática.                                                                              |
| Herminio Serra Martínez | PP        | Líder de la oposición. Portavoz del PP.                                                                                              |
| Margarita Marco Fernández | PP        | Viceportavoz del PP. |
| Verónica Roldán Segarra | PP        | |
| Juan Diego García Talamantes* | PP        | |
| María Dolores Segarra Salvador | PP        | |
| Milagros Segovia Sánchez-Pascuala* | PP        | |
| María Esperanza Nebot Granero | PP        | |
| María José Aragonés Segura | PP        | |
| Fernando Daròs Arnau | COMPROMÍS | Primer Teniente de Alcaldesa. Concejal de Servicios Urbanos, Comercio y Patrimonio Cultural. Portavoz de COMPROMÍS.                  |
| Jorge Marqués Fas | COMPROMÍS | Concejal de Servicios Sociales, Cultura y Promoción Lingüística. Viceportavoz de COMPROMÍS.                                          |
| Marc Seguer Moya | EUPV*     | Segundo Teniente de Alcaldesa. Concejal de Agricultura, Medio Ambiente y Transición Ecológica. Portavoz de EUPV.                     |
| Valentín López López | VOX       | Portavoz de VOX. |
| Notas |           | |
| El 27 de junio de 2024, Milagros Segovia tomó posesión del cargo de concejala del PP en sustitución de José Antonio Pérez, fallecido el mes de mayo del mismo año. En febrero de 2025 María Cruces dejó la Concejalía de Educación para ocupar la de Igualdad que hasta ahora era titular la alcaldesa. Y Manel Agea, además de las que ya ostenta, ocupará el área de Educación. Otras modificaciones fueron que Baños releva a Jorge García la Presidencia del PTE Plana Baixa y Ximo Zorrilla sustituye a María Cruces al frente del Área de Dinamización Social. En marzo de 2025 Podem rompe el acuerdo con EUPV y abandonó el gobierno por desavenencias por la gestión de este, pasando Marc Seguer a ser miembro y portavoz de EUPV. En julio de 2025 el concejal del PP Juan Diego García anunció su dimisión como concejal por motivos personales, siendo su sucesor Jorge Centelles que previsiblemente tomará posesión el 3 de septiembre del mismo año. |           | |

## Evolución de la deuda viva municipal
El concepto de deuda viva contempla sólo las deudas con cajas y bancos relativas a créditos financieros, valores de renta fija y préstamos o créditos transferidos a terceros, excluyéndose, por tanto, la deuda comercial.
| Gráfica de evolución de la deuda viva del Ayuntamiento entre 2008 y 2023                              |
| |
| Deuda viva del Ayuntamiento de Vall de Uxó, en miles de euros, según datos del Ministerio de Hacienda |